# Baseball-Bundesliga 1991
Die Baseball-Bundesliga 1991 war die achte Saison der Baseball-Bundesliga. Die Mannheim Tornados konnten sich für den Titelverlust im Vorjahr revanchieren und sich durch den Finalsieg gegen die erstmals im Finale um die deutsche Baseballmeisterschaft stehenden Berlin Challengers ihren insgesamt achten Meistertitel sichern, davon den siebten seit Bestehen der Baseball-Bundesliga.

## Reguläre Saison
Wie im Vorjahr wurde in den Staffeln Nord und Süd gespielt, allerdings nun mit jeweils sieben Mannschaften. In der Bundesliga Nord kamen so die Lokstedt Stealers zu ihrer ersten Bundesliga-Saison, im Süden waren erstmals die Darmstadt Rockets vertreten. Ansonsten nahmen dieselben Mannschaften wie im Vorjahr an der Baseball-Bundesliga teil.

### 1. Bundesliga Nord
Durch den Aufstieg der Nordstedt Stealers spielten mit den St. Pauli Knights und den Hamburg Mariners drei verschiedene Vereine aus Hamburg in der Baseball-Bundesliga. Dies stellt einen Rekord dar. 1984 spielten zwar auch drei Mannschaften aus Mannheim in der Bundesliga, allerdings stellten die Mannheim Tornados dabei zwei Mannschaften.
Tabelle:
|    | Team                 | G  | V  | Pct. | GB |
| -- | -------------------- | -- | -- | ---- | -- |
| 1. | Berlin Challengers   | 11 | 1  | .917 | 0  |
| 2. | Lokstedt Stealers    | 10 | 2  | .833 | 1  |
| 3. | Düsseldorf Senators  | 5  | 7  | .417 | 6  |
| 4. | St. Pauli Knights    | 5  | 7  | .417 | 6  |
| 5. | Hamburg Marines      | 5  | 7  | .417 | 6  |
| 6. | Krefeld Bobbins      | 4  | 8  | .333 | 7  |
| 7. | Halle United Rangers | 2  | 10 | .167 | 9  |

### 1. Bundesliga Süd
Die Bundesliga Süd wurde wie in den Vorjahren von den Mannheim Tornados und den Köln Cardinals dominiert, die sich beide souverän für die Play-offs qualifizierten.
Tabelle:
|    | Team              | G  | V  | Pct.  | GB |
| -- | ----------------- | -- | -- | ----- | -- |
| 1. | Mannheim Tornados | 10 | 2  | 0.833 | 0  |
| 2. | Köln Cardinals    | 9  | 3  | .750  | 1  |
| 3. | Darmstadt Rockets | 7  | 5  | .583  | 3  |
| 4. | München Brewers   | 5  | 7  | .417  | 5  |
| 5. | Ansbach Red Sox   | 5  | 7  | .417  | 5  |
| 6. | Köln Dodgers      | 5  | 7  | .417  | 5  |
| 7. | Ladenburg Romans  | 1  | 11 | .083  | 9  |

## Play-offs
Im Gegensatz zum Vorjahr qualifizierten sich nur die jeweils zwei besten Mannschaften der Bundesligen Nord und Süd für die Play-offs. Im Halbfinale konnten sich mit den Berlin Challengers und den Mannheim Tornados jeweils die beiden Staffelsieger durchsetzen, das Finale entschieden die Tornados dann mit 2:0 Siegen für sich.
| Halbfinale | Halbfinale         | Halbfinale | Halbfinale | Halbfinale |  |    | Finale             | Finale | Finale | Finale | Finale |
|            |                    |            |            |            |  |    |                    |        |        |        |        |
| S1         | Mannheim Tornados  | 13         | 11         |            |  |    |                    |        |        |        |        |
| N2         | Lokstedt Stealers  | 3          | 7          |            |  | S1 | Mannheim Tornados  | 15     | 8      |        |        |
| S2         | Köln Cardinals     | 5          | 12         | 8          |  | N1 | Berlin Challengers | 5      | 5      |        |        |
| N1         | Berlin Challengers | 15         | 9          | 9          |  |    |                    |        |        |        |        |